# Hermankono-Diès
Hermankono-Diès est une localité du sud de la Côte d'Ivoire, et appartenant au département de Divo, région du Lôh-Djiboua. La localité de Hermankono-Diès est un chef-lieu de commune.